# Дебора Ліфшиц
Дебора Ліфшиц (1907—1942) — французький філолог, фахівець з вивчення семітських мов у Ефіопії, україно-єврейського походження. Вона працювала в Музеї людини у Парижі, брала участь у місії Дакар—Джибуті в 1932—1933 роках. Нацисти увязнили її в Освенцимі, де вона загинула в 1942 році.

## Походження та еміграція
Дебора (Десирі) Ліфшиц (іноді пишеться Ліфшиць, Ліфчіц або Livchitz) народилася в Харкові в 1907 році.
У 1919 році її родина після Жовтневого перевороту виїхала з Харкова, спочатку в Крим, а звідти в 1920 році до Варшави.

## Навчання
У 1927 році Д. Ліфчиц виїхала з Польщі в Париж, де вона вивчала східні мови та спеціалізувалась на семітських мовах Ефіопії. Після закінчення навчання вона приєдналася до місії Дакар—Джибуті в Африці. Там вона познайомилася з фалахами (євреї з Ефіопії).

## Дослідницька робота
Після повернення в Париж Д. Ліфшиц отримала посаду у відділі Африки Музею людини в Парижі, а в 1935 році вона була членом місії до музею етнографії та народної творчості Трокадеро у Французькому Судані (Малі). З Малі вона привезла тоді два музейних експонати мистецтва Догонів, які зараз зберігаються в Луврі і в Музеї на набережній Бранлі.
Під час навчання та діяльності в Музеї людини, Д.Ліфшиц навчалася і співпрацювала з найвидатнішими антропологами-африканістами в Парижі, серед яких Мішель Леріс, Вольф Леслау, Марсель Гріоля, Марсель Мосс, Марсель Коен, Поль Буайе, Поль Рівє, Деніз Паульм, з якими вона написала багато наукових статей.
Коли нацисти увійшли до Парижа, Д. Ліфшиц залишилася в місті. Втім, вона разом із колегою Мішель Леріс була звільнена з роботи через расові закони. У лютому 1942 року вона була заарештована французькою поліцією та доставлена у французький концтабір, а звідти в Освенцім, де вона того ж року померла. За свідченням Марселя Коена, Д.Ліфшиц загинула в газовій камері.

## Праці
Д. Ліфшиц написала книгу і кілька статей, які досі вважаються віхами у вивченні ефіопських мов.
Вона отримала французьке громадянство в 1937 році.